# Death by Sexy
Death by Sexy é o segundo álbum da banda de garage rock, Eagles of Death Metal. O disco contém participações especiais de Joey Castillo (Wasted Youth, Danzig, Queens of The Stone Age), Dave Catching (Queens of the Stone Age, Mondo Generator, Goon Moon), Brody Dalle (ex-The Distillers, Spinnerette), Troy Van Leeuwen (Queens of the Stone Age, A Perfect Circle, The Gutter Twins), Mark Lanegan (Queens of the Stone Age, Screaming Trees, The Gutter Twins), Liam Lynch, Wendy Ramone e Jack Black (Tenacious D). Alcançou a 113ª colocação na The Billboard 200 , 11ª na Top Independent Albums e o topo da Top Heatseekers.

## Faixas
1. "I Want You So Hard (Boy's Bad News)" – 2:21
2. "I Gotta Feelin (Just Nineteen)" – 3:30
3. "Cherry Cola" – 3:17
4. "I Like to Move in the Night" – 3:59
5. "Solid Gold" – 4:20
6. "Don't Speak (I Came to Make a Bang!)" – 2:47
7. "Keep Your Head Up" – 2:27
8. "The Ballad of Queen Bee and Baby Duck" – 1:59
9. "Poor Doggie" – 3:16
10. "Chase the Devil" – 3:02
11. "Eagles Goth" – 1:59
12. "Shasta Beast" – 2:26
13. "Bag O' Miracles" – 2:19